# Bálint Mócsán
Bálint Mócsán (Budapest, 18 giugno 1997) è un cestista ungherese.